# Una pura formalità
Una pura formalità, conocida como Pura Formalidad y Una pura formalidad, es una película italiana-francesa dramática-de suspenso de 1994 dirigida por Giuseppe Tornatore y protagonizada por Gerard Depardieu y Roman Polanski. Fue escrita por Tornatore y Pascal Quignard. Es una película con pocos exteriores y diálogos profundos, centrados principalmente en el personaje de Onoff, el escritor (Depardieu), y el comisario que lo interroga (Polanski). Tuvo éxito relativo al principio pero luego se consagró mundialmente.
También ha sido traducida como "El interrogatorio". La canción con que finaliza la película, "Ricordare", fue compuesta por Ennio Morricone e interpretada por Depardieu.

## Sinopsis
El personaje principal, Onoff (Gerard Depardieu), se tiene que enfrentar a una realidad que desconoce por completo. Tras un hecho confuso es llevado a la comisaría por no poder probar su identidad y Onoff, un renombrado escritor, tiene que enfrentar el ser tratado como cualquier otro sospechoso. Él insiste en hacer una llamada y en ver al comisario, pero los guardias lo ponen a esperar. Una vez llegado el comisario (Roman Polanski), Onoff es interrogado y rápidamente el comisario le hace saber su afición por los libros que él ha escrito. Gracias a la figura que él es, Onoff recibe un trato especial por parte de toda la comisaría. El comisario le hace traer ropa y zapatos secos.
Onoff es llevado a un baño en donde se puede cambiar de ropa, y es ahí donde descubre que ha hecho algo que no recuerda, pero que ha dejado su huella en sus manos y en su ropa: tiene manchas de sangre. Sagazmente, Onoff trata de deshacerse de la evidencia, lo cual consigue al tragarse parte de la camisa que está manchada con sangre. A pesar de la simpatía del comisario, el interrogatorio continúa, sólo que esta vez el comisario trata de hacerlo de una forma más casual. Finalmente Onoff revivirá los hechos anteriores y comprenderá quién es realmente el comisario, y dónde realmente está.

## Temas
Es una película que desarrolla los temas de la escritura, la confusión entre sueño y realidad, la admiración artística y la muerte. En un plano psicológico bastante extendido explora el fenómeno de la memoria, y en el cuerpo del protagonista, un fenómeno cercano al de la confusión mental, de donde deriva su nombre Onoff, literalmente "encendidoapagado" (On/off).
El desarrollo de la historia misma presenta una narración confusa que armoniza con el estado cognitivo-emocional del personaje y que, en cierto modo, es indisoluble de este último.
La canción con que finaliza la película ("Ricordare"), de Ennio Morricone e interpretada vocalmente por el mismo Depardieu tanto en italiano (versión ésta que aparece en la película) como en francés, es corolario que echa luz sobre el tema fundamental de la cinta.